# Rourea calophylloides
Rourea calophylloides là một loài thực vật có hoa trong họ Connaraceae. Loài này được Gustav August Ludwig David Schellenberg miêu tả khoa học đầu tiên năm 1938. Năm 1989 Carel Christiaan Hugo Jongkind chuyển nó sang chi Rourea.

## Phân bố
Loài này có tại miền nam Gabon. Môi trường sống là rừng mưa vùng đất thấp.

## Mô tả
Dây leo thân gỗ lớn. Cuống lá tới 12 cm; trục lá tới 30 cm; cuống lá chét 2–6 mm; lá chét 3-7, hình elip tới hình trứng ngược, nhẵn nhụi, dai bóng như da mỏng, nhọn hoắt ở đỉnh; lá chét tận cùng 18-19 × 10–12 cm; các lá chét bên 10-12 × 6–10 cm. Cụm hoa dài tới 10 cm, với nhiều lông tuyến nhỏ, thường mọc trên thân cây hay gần như mọc trên thân cây. Chồi hoa thuôn dài. Cuống hoa trên khớp dài 3–5 mm. Lá đài 5-9 × 2–3 mm, cả hai mặt với lông thông thường, mặt ngoài với nhiều lông tuyến nhỏ. Cánh hoa 12-13 × 1,5–2 mm, có lưỡi bẹ, dính liền gần đáy, cuốn trong chồi, nhẵn nhụi. Nhị dài 3,5–6 mm, nhị ngắn 2–4 mm. Nhụy dài 2–7 mm; vòi nhụy nhiều lông; bầu nhụy rậm lông. Quả đại có lông nhung mịn ngắn, có mỏ, thường hơn 1 mỗi hoa, mở theo đường ráp mặt bụng. Lá đài 6-9 × 2,5–4 mm ở quả, mặt ngoài khá dày lông tuyến che phủ. Áo hạt trong khoảng 1/4 là mọng thịt. Rễ mầm ở mặt bụng.